# Modelauto

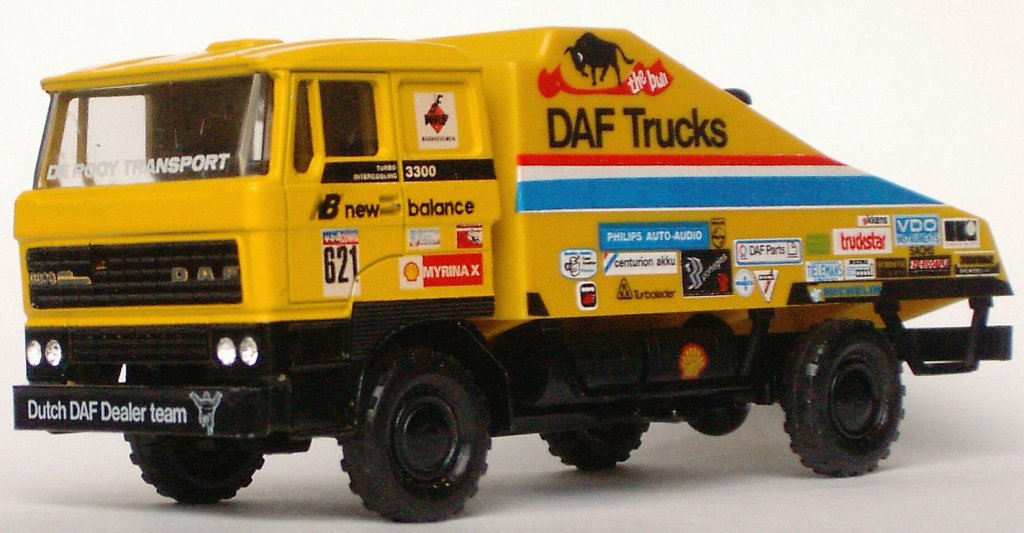
Model van de DAF 3300 van Jan de Rooy uit de rally Parijs-Dakar.

Modelauto's of ook wel miniatuurauto's zijn verkleinde weergaven van auto's (al dan niet bestaand). Men deelt modelauto's vaak in op schaal, maar ook wel op merk. Ze zijn een verzamelobject geworden sinds ze op de markt kwamen.
Modelauto's kunnen gemaakt zijn van hout, gegoten van metaal (bijvoorbeeld zamak) of plastic (pvc of PE).

## Schaal
Modelauto's worden vaak ingedeeld op schaal. Bekende schalen zijn 1:18, 1:24, 1:43, 1:50, 1:64 en 1:87, maar er zijn er ook grotere, kleinere en tussenmodellen. Zie hiervoor ook Lijst van modelautoschalen.

## Merk
Er zijn verschillende merken van modelauto-makers, soms gespecialiseerd in een bepaalde schaal, soms op een bepaald thema, soms maken ze van allerlei typen. Enige van de bekendste merken zijn:
- Autoart
- Bburago
- Brekina
- Corgi
- Dinky Toys
- Herpa

- Hot Wheels
- Kyosho
- Matchbox
- Maisto
- MiniChamps

- Norev
- Revell
- Schuco
- Solido
- Wiking

### Nederlands
- AHC Models (Epe)
- Best box (Hilversum/Heerlen)
- Doorkey (Epe)
- Edocar (Lelystad)
- Efsi (Heerlen)

- Holland Oto (Weert)
- Lion Toys (Uden)
- Portegies
- Replicars (Nijmegen)
- Tekno (De Lier)

### Belgisch
- Sablon
- Gasquy-Septoy

## Witmetaal
Naast professionele fabrikanten zijn er ook hobbyisten op de markt actief die modellen maken van minder bekende auto's of auto's waarvoor een kleine markt is. Een voorbeeld hiervan is het merk Miho (Miedema Hobby) uit Assen. Dit merk maakt o.a. modellen van het merk Kromhout. De kwaliteit hiervan hoeft niet minder goed te zijn dan die van de professionals. 'Witmetaal', ook wel zamak, slaat op de legering waarvan de modellen gegoten zijn.